# Canon de 75 mm Mod 1917
Pour les articles homonymes, voir Canon de 75 mm.
Le canon de 75 mm modèle de 1917 (Britannique) est un canon de campagne produit par les États-Unis durant la Première Guerre mondiale de façon provisoire après leur décision de passer du calibre de 3 pouces (76 mm) à celui de 75 mm pour leurs canons de campagne.

## Historique
L'armée américaine avait décidé au début de la Première Guerre mondiale de passer du calibre de 3 pouces (76 mm) à celui 75 mm pour ses canons de campagne. Son arme préférée pour son rééquipement était le canon français de 75 mm modèle 1897, mais les premières tentatives pour le produire aux États-Unis en utilisant des techniques de production de masse américaines ont échoué, en partie en raison de retards dans l'obtention des plans français, qui étaient en outre incomplets ou inexacts, et en partie parce que l'industrie américaine n'était pas équipée pour travailler avec des mesures métriques.
En 1917, les entreprises américaines avaient produit 851 canons Ordnance QF 18 pounder pour le Royaume-Uni. Ainsi la production d'une version de calibre 75 mm était une solution intermédiaire simple, car celle-ci était essentiellement une copie de l'Ordnance QF 18 pounder rechambrée pour la munition française de 75 mm, et utilisant des capacités de production existantes. Le canon de 75 mm Mod 1917 reste très semblable au canon Ordnance QF 18 pounder, la principale différence visible étant un canon plus court avec une bouche droite.
Ce canon a été développé trop tard pour être utilisé lors de la Première Guerre mondiale.

## Utilisation par les Finlandais
La Finlande avait acheté 200 vieux canons aux États-Unis pour sa guerre d'Hiver contre l'URSS en 1940. Ils sont arrivés trop tard pour être utilisés dans cette guerre, mais ont été désignés «75 K/17" et après une nécessaire révision ont été utilisés dans la guerre de Continuation de 1941. La Finlande a continué à les utiliser pour l'entrainement jusqu'aux années 1990.

## Utilisation par les Britanniques
Au début de la Seconde Guerre mondiale, l'armée de terre britannique a perdu beaucoup de ses canons de campagne lors de la bataille de France. Les États-Unis ont transféré ses canons de 75 mm modèle 1917 en stock en Grande-Bretagne où sa ressemblance avec le canon de 18 livres a été utile pour la défense du territoire britannique et ses besoins pour l'entrainement.

## Utilisation par les Grecs
Le canon est entré en service en Grèce pendant la guerre italo-grecque de 1940-1941. La Grèce a demandé de l'aide à la Grande-Bretagne et aux États-Unis, qui est venue sous la forme de canons de campagne de 75 mm britanniques. 50 canons ont été offerts par la Grande-Bretagne en janvier et 24 par les États-Unis en mars 1941. De ce nombre, 24 ont été envoyés de Grande-Bretagne, mais seulement 18 sont arrivés en janvier 1941 à la Grèce, le reste a sombré lors du transit en Méditerranée. Le reste des canons offerts a coulé ou n'a jamais été chargé sur les navires en raison de la chute de la Grèce en avril 1941. Les 18 qui sont arrivés en Grèce avaient besoin d'entretien avant d'être mis en service. En fin de compte, 4 canons ont servi dans les forces armées grecques  au sein du 19e bataillon d'artillerie de campagne, et 12 avec le bataillon d'artillerie de campagne B3.

## Exemplaires subsistants

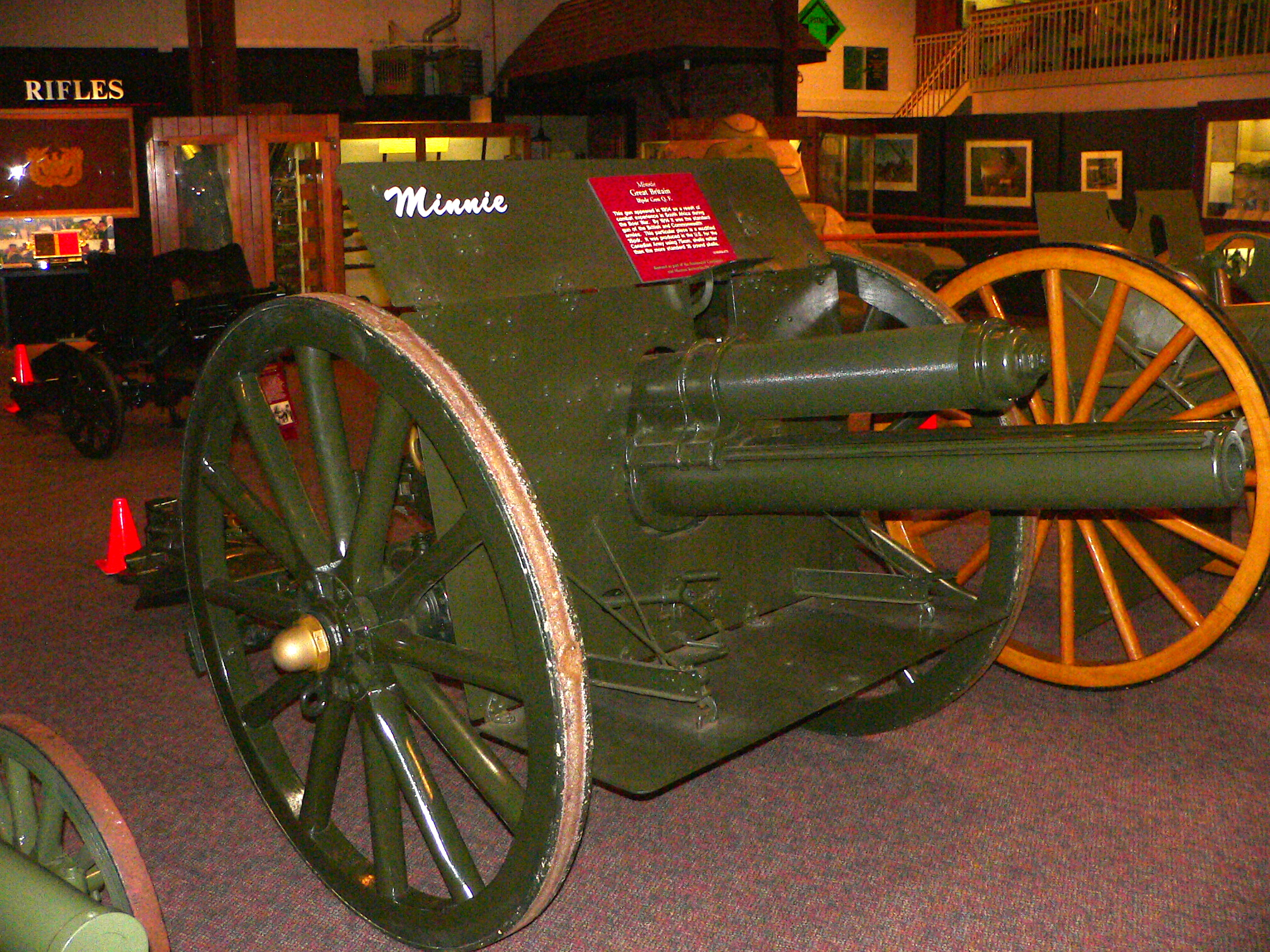
"Minnie" au United States Army Ordnance Museum, au Maryland

- "Minnie" is displayed at the United States Army Ordnance Museum, MD
- Imperial War Museum, Duxford, England
- The Central Museum of The Royal Regiment of Canadian Artillery, CFB Shilo, Manitoba, Canada